# Spergularia denticulata
Spergularia denticulata är en nejlikväxtart som först beskrevs av Rodolfo Amando Philippi, och fick sitt nu gällande namn av Rodolfo Amando Philippi. Spergularia denticulata ingår i släktet rödnarvar, och familjen nejlikväxter. Inga underarter finns listade i Catalogue of Life.